# Человек Богов
«Человек Богов» (англ. Gods' Man) — роман без слов американского художника Линда Уорда (1905—1985), опубликованный в 1929 году. В 139 гравюрах по дереву рассказывается фаустовская история о художнике, который отдает свою душу за волшебную кисть. «Человек Богов» стал первым американским бессловесным романом и считается предшественником графического романа, на развитие которого он оказал большое влияние.
Уорд впервые столкнулся с романом без слов Франса Мазереля «Солнце» (1919), изучая искусство в Германии в 1926 году. Он вернулся в Соединенные Штаты в 1927 году и сделал карьеру иллюстратора. Он открыл бессловесный роман Отто Нюкеля «Судьба» (1926) в Нью-Йорке в 1929 году, и это вдохновило его на создание собственного произведения. «Человек Богов» появился за неделю до Биржевого краха 1929 года. Он пользовался высокими продажами и остается самым продаваемым американским романом без слов. Его успех вдохновил других американцев на эксперименты с медиа, в том числе карикатуриста Милта Гросса, который пародировал «Человека Богов» в «Он поступил с ней неправильно» (1930). В 1970-х годах пример романов без слов Уорда побудил художников-карикатуристов Арта Шпигельмана и Уилла Эйснера на создание их первых графических романов.

## Содержание
Роман без слов «Человек Богов» представляет собой повествование, составленное из 139 гравированных изображений. Каждая иллюстрация продвигает историю вперед на интервал, выбранный Уордом для поддержания сюжетной линии. Уорд писал в «Рассказчике без слов» (1974), что слишком большой интервал возложил бы на читателя слишком большую интерпретационную нагрузку, а слишком маленький сделал бы историю утомительной. Историк романов без слов Дэвид А. Берона сравнивает эти проблемы с методами повествования комиксов.
Работа выполнена в черно-белом цвете; изображения выполнены в размере до 6 на 4 дюйма (15 см × 10 см). Уорд использует символический контраст тьмы и света, чтобы подчеркнуть испорченность города, где даже при дневном свете здания затемняют небо; в сельской местности сцены залиты естественным светом. Уорд усиленно подчеркивает выражение лица героя, чтобы передать эмоции, не прибегая к словам. Композиция также передает эмоциональную составляющую нарратива: в разгар своей славы художник обрамлен поднятыми бокалами; лица тех, кто держит бокалы, не изображены, что делает видимой одиночество, которое чувствует художник. Сюжет перекликается с темой «Фауста», а художественное оформление и исполнение демонстрируют влияние кино, в частности немецкой студии «Уфа».
Размещение апострофа в названии Gods' Man подразумевает множественность богов, а не монотеистического Бога иудео-христианства. Это отсылает к строке из пьесы «Вакхиды» древнеримского драматурга Плавта: «Любимцы богов умирают молодыми».

### Сюжет
Бедный художник подписывает контракт с незнакомцем в маске, который дает ему волшебную кисть, с помощью которой художник стремительно возвышается в мире искусства. Он разочаровывается, когда обнаруживает, что мир испорчен деньгами, олицетворением которых является его любовница. Он бродит по городу и во всех видит своего аукциониста и любовницу. Разъяренный галлюцинациями, он нападает на одного из них, тот оказывается полицейским. Художника за это сажают в тюрьму. Он убегает, но толпа гонит его из города. Герой получает ранение, когда прыгает в овраг, чтобы избежать повторного задержания. Женщина, живущая в лесу, находит его и выхаживает героя. У них появляется ребёнок, и они живут вместе простой, счастливой жизнью, пока таинственный незнакомец не возвращается и не манит художника к краю обрыва. Художник готовится написать портрет незнакомца, но от испуга падает со скалы, когда незнакомец обнаруживает черепоподобную голову под маской.

## Биографическая справка
Уроженец Чикаго Линд Уорд (1905—1985) был сыном методистского министра Гарри Ф. Уорда (1873—1966), общественного деятеля и первого председателя Американского союза защиты гражданских свобод. На протяжении всей своей карьеры Уорд проявлял интерес к проблеме социальной несправедливости. Он рано увлекся искусством и решил стать художником, когда его учительница в первом классе сказала ему, что «Уорд», написанный наоборот, означает «рисовать». Он преуспел в учёбе и публиковал рисунки и тексты в школьных и университетских газетах.
В 1926 году, после окончания Педагогического колледжа Колумбийского университета, Уорд женился на писательнице Мэй МакНир, и пара уехала в длительный медовый месяц в Европу. После четырёх месяцев в Восточной Европе они поселились в Лейпциге, где, будучи студента специального курса Национальной Академии графического искусства, Уорд изучал резьбу по дереву. Там он познакомился с немецким экспрессионистским искусством и прочитал роман без слов «Солнце»  (1919), модернизированную версию истории Икара, рассказанную на шестидесяти трех бессловесных гравюрах по дереву фламандским художником-гравером Франсом Мазерелем (1889 −1972).
Уорд вернулся в Соединенные Штаты в 1927 году и продолжил заниматься иллюстрациями. В 1929 году он наткнулся на роман без слов немецкого художника Отто Нюкеля «Судьба»  (1926) в Нью-Йорке. Единственная работа Нюкеля этого жанра «Судьба», в стиле, вдохновленном Мазерелем, рассказывала о жизни и смерти проститутки. Работа Мазереля вдохновила его на создание собственного романа без слов,  история которого возникла из его «юношеских размышлений» о коротких трагических жизнях таких деятелей искусства, как Ван Гог, Тулуз-Лотрек, Китс и Шелли. Идея Уорда заключался в том, что «творческий талант является результатом сделки, в которой возможность творить обменивается на слепое обещание ранней могилы».

## История публикации
В марте 1929 года Уорд показал первые тридцать блоков Харрисону Смиту (1888—1971) из издательства Cape & Smith. Смит предложил ему контракт и сказал, что работа будет главной в первом каталоге компании , если Уорд сможет закончить её к концу лета. В октябре того же года появилось первое издание. Торговое издание было напечатано с гальванических пластин, изготовленных по формам оригинальных ксилографий самшита; роскошное издание было напечатано с самих оригинальных ксилографий и представляло собой подписанное издание, ограниченное 409 экземплярами, напечатанное на бескислотной бумаге и переплетенное в чёрную ткань. Страницы были напечатаны на лицевой стороне страницы; оборотная сторона осталась пустой. Согласно Арту Шпигельману, он был посвящен трем учителям Уорда: его учителю гравюры по дереву в Лейпциге Гансу Александру «Теодору» Мюллеру (1888—1962) и педагогическому колледжу Колумбийского университета, преподавателям искусства Джону П. Хейнсу (1896). −1969) и Альберт С. Хекман (1893—1971). Тем не менее, Теодор Мюллер из посвящения, вероятно, был сокурсником Уорда по искусству Колумбийского университета и близким другом.
Книга была переиздана и антологизирована в различных изданиях. В 1974 году роман появился в «Рассказчике без слов», сборнике «Барабан безумца» (1930) и «Дикое паломничество» (1932), предваряемом эссе Уорда. Истории появлялись компактно, иногда по четыре изображения на странице. В 2010 году он был собран вместе с пятью другими романами без слов Уорда в двухтомном издании «Библиотека Америки» под редакцией карикатуриста Арта Шпигельмана .
Оригинальные ксилографии книги хранятся в коллекции Линда Уорда в Мемориальной библиотеке Джозефа Марка Лауингера в Джорджтаунском университете,  завещанной дочерьми Уорда Нандой и Робин.

## Прием и наследие
«Человек Богов» был первым американским романом без слов. К моменту его появления ни одно подобное европейское произведение ещё не было опубликовано в США. «Человек Богов» оказался самым продаваемым романом. Хотя он был выпущена за неделю до краха Уолл-стрит в 1929 году и последовавшей за ним Великой депрессии, к январю 1930 года роман выдержал три тиража и за первые четыре года разошелся тиражом более 20 000 экземпляров в шести тиражах. Тогда же молодой Уорд получил признание в области иллюстрации детских книг.

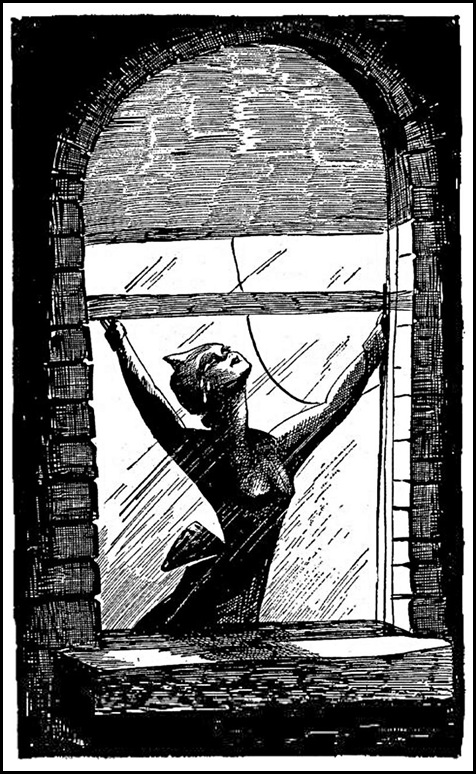
Карикатурист Милт Гросс пародировал Gods' Man в фильме «Он поступил с ней неправильно» (1930).

Успех «Человека Богов» привёл к американской публикации «Судьбы Нюкеля» в 1930 году. Американский роман, и в нём ни слова — и музыки тоже". В 1930 году карикатурист Милт Гросс спародировал «Человека богов» и немые мелодраматические фильмы в своем собственном романе без слов «Он поступил с ней неправильно» с подзаголовком «Великий американский роман, и в нём ни слова — музыки тоже нет». Главный герой — лесоруб, отсылка к Уорду как художнику-ксилографу.
Театр балета Нью-Йорка рассматривал возможность адаптации «Человека богов». Несмотря на несколько предложений, сделанных в 1960-х годах, «Человек богов» не был экранизирован.
Художники и писатели левого толка восхищались книгой, и Уорд часто получал стихи, основанные на ней. Аллен Гинзберг использовал образы из «Человека богов» в своем стихотворении «Вопль» (1956),  и сослался на образы города и тюрьмы в книге Уорда в аннотациях к стихотворению. Художник -абстрактный экспрессионист Пол Дженкинс написал Уорду в 1981 году о влиянии «энергии и беспрецедентной оригинальности» книги на его собственное искусство. В 1973 году  Арт Шпигельман создал четырёхстраничный комикс «Узник на адской планете» о самоубийстве его матери, выполненный в экспрессионистском стиле гравюры по дереву, вдохновленный работами Уорда. Шпигельман позже включил эту полосу в свой графический роман «Маус» . Фронтмен My Morning Jacket Джим Джеймс выпустил сольный альбом Regions of Light and Sound of God в 2013 году, вдохновленный «Человеком богов», который он сначала задумал как саундтрек к экранизации книги.
«Человек богов» остается самым известным и наиболее читаемым романом без слов Уорда. Шпигельман считал, что это связано не столько с качествами книги как таковой по сравнению с другими романами Уорда, сколько с новизной книги как первого романа без слов, опубликованного в США. Ирвин Хаас похвалил произведение искусства, но нашел повествование неровным и подумал, что только в своем третьем романе «Дикое паломничество» Уорд овладел этим искусством.
Работа вызвала непреднамеренные насмешливые отклики: американская писательница Сьюзен Зонтаг включила её в свой "канон Кэмпа " в эссе 1964 года "Заметки о «Лагере», а Шпигельман признал, что сцены «изображения Нашего Героя идиллически прогулка по лощине с женой и их ребёнком заставляет его хихикать».
Психиатр М. Скотт Пек категорично критиковал содержание книги: он считал, что она оказывает разрушительное воздействие на детей, и назвал её «самой мрачной и уродливой книгой, которую [он] когда-либо видел». Для Пека таинственный незнакомец представлял Сатану и дух смерти.

#### Книги
- Beronä, David A. Wordless Books: The Original Graphic Novels. — Abrams Books, 2008. — ISBN 978-0-8109-9469-0.
- Kelman, Ari Y. Introduction: Geeve a Listen // Is Diss a System?: A Milt Gross Comic Reader. — New York University Press, 2010. — P. 1–54. — ISBN 978-0-8147-4837-4.
- Peck, M. Scott. Glimpses of the Devil: A Psychiatrist's Personal Accounts of Possession, Exorcism, and Redemption. — Simon & Schuster, 2005. — ISBN 978-0-7432-7654-2.
- Rothberg, Michael. Traumatic Realism: The Demands of Holocaust Representation. — University of Minnesota Press, 2000. — ISBN 978-0-8166-3459-0.
- Scott, Grant F. (2022). Lynd Ward’s Wordless Novels, 1929—1937: Visual Narrative, Cultural Politics, Homoeroticism. New York: Routledge. https://www.routledge.com/Lynd-Wards-Wordless-Novels-1929-1937-Visual-Narrative-Cultural-Politics/Scott/p/book/9781032211169
- Smykla, Evelyn Ortiz. Marketing and Public Relations Activities in ARL Libraries: A SPEC Kit. — Association of Research Libraries, 1999. — ISBN UOM:39015042082936.
- Sontag, Susan. Camp: Queer Aesthetics and the Performing Subject : a Reader. — University of Michigan Press, 1999. — P. 53–65. — ISBN 978-0-472-06722-0.
- Spiegelman, Art. Reading Pictures // Lynd Ward: Gods' Man, Madman's Drum, Wild Pilgrimage. — Library of America, 2010. — P. ix–xxv. — ISBN 978-1-59853-080-3.
- Spiegelman, Art. Chronology // Lynd Ward: Gods' Man, Madman's Drum, Wild Pilgrimage. — Library of America, 2010. — P. 799–821. — ISBN 978-1-59853-080-3.
- Spiegelman, Art. Note on the Texts // Lynd Ward: Gods' Man, Madman's Drum, Wild Pilgrimage. — Library of America, 2010. — P. 823–825. — ISBN 978-1-59853-080-3.
- Spiegelman, Art. Notes // Lynd Ward: Gods' Man, Madman's Drum, Wild Pilgrimage. — Library of America, 2010. — P. 827–833. — ISBN 978-1-59853-080-3.
- Willett, Perry. The Cutting Edge of German Expressionism: The Woodcut Novel of Frans Masereel and Its Influences // A Companion to the Literature of German Expressionism. — Camden House Publishing, 2005. — P. 111–134. — ISBN 978-1-57113-175-1.
- Graphic Witness: Four Wordless Graphic Novels. — Firefly Books, 2007. — ISBN 978-1-55407-270-5.
- Witek, Joseph. Comic Books as History: The Narrative Art of Jack Jackson, Art Spiegelman, and Harvey Pekar. — University Press of Mississippi, 1989. — ISBN 978-0-87805-406-0.

#### Журналы и газеты
- Beronä, David A. (March 2003). Wordless Novels in Woodcuts. Print Quarterly. 20 (1). Print Quarterly Publications: 61–73. JSTOR 41826477.
- E. P. (1930). God's[sic] Man. A Novel in Woodcuts by Lynd Ward. The Burlington Magazine for Connoisseurs. 56 (327). The Burlington Magazine Publications Ltd.: 327–328. JSTOR 864362.
- Haas, Irvin (1937). A Bibliography of the Work of Lynd Ward. Prints. 7 (8). Connoisseur Publications: 84–86.
- Painter, Helen W. (1962). Lynd Ward: Artist, Writer, and Scholar. Elementary English. 39 (7). National Council of Teachers of English: 663–671.
- Witek, Joseph (2004). Imagetext, or, Why Art Spiegelman Doesn't Draw Comics. ImageTexT: Interdisciplinary Comics Studies. 1 (1). University of Florida. ISSN 1549-6732. Архивировано 29 ноября 2014. Дата обращения: 16 апреля 2012.

#### Интернет
- Bulson, Eric. A Great, Wordless, American Storyteller. The Times Literary Supplement (2011). Дата обращения: 29 марта 2013. Архивировано 10 января 2012 года.
- Kelley, Rich. The Library of America interviews Art Spiegelman about Lynd Ward. Library of America (2010). Дата обращения: 16 сентября 2013. Архивировано 30 декабря 2010 года.
- Wolk, Douglas. Emanata: Novels in Woodcuts, Comics in Words // Time. — 2011. — 4 февраля.
- Zemler, Emily. How a Wordless 1929 Novel Inspired Jim James' Solo Album. MTV Hive (4 апреля 2013). Дата обращения: 20 мая 2015. Архивировано 6 апреля 2013 года.